# Habib Habibou
Mouhamadou Habib Habibou (Bria, República Centroafricana, 16 de abril de 1987) es un futbolista centroafricano que juega como delantero.

## Trayectoria

### Francia, Bélgica y Rumania
Habibou comenzó su carrera en el Paris Saint Germain de Francia en su equipo juvenil. Después de no poder entrar en el primer equipo se trasladó a Bélgica donde fue fichado por el RSC Charleroi. Durante su etapa en el RSC Charleroi fue enviado a préstamo al AFC Tubize para el año 2007 donde en 13 partidos jugados consigue convertir 10 goles. Su buen rendimiento lo llevó a ser fichado por el equipo rumano del Steaua Bucureşti en 2008.

### SV Zulte-Waregem
En 2010 se unió a las filas del SV Zulte Waregem proveniente del RSC Charleroi donde jugaría con el dorsal n.º 7.

### Leeds United
En 2011, probaría suerte al unirse a las filas del Leeds United AFC y luego pasaría a otro equipo de ese país, el West Ham United.
Después de anotar 6 goles en 13 partidos en la primera mitad de la temporada 2012, el Queens Park Rangers Football Club mostró interés en Habibou y finalmente terminaría uniéndose a ellos. Después de que el Queens Park Rangers Football Club firmara al delantero internacional francés Loic Remy  Habibou fue puesto en un segundo plano ante el interés del Leeds United AFC por contar con sus servicios. Ante el pedido del delantero Luciano Becchio de ser transferido el Leeds United AFC, Habibou fue considerado como su reemplazo para el mercado de enero.
El 31 de enero de 2013, último día de plazo para concretar la transferencia, Habibou completó su fichaje con el Leeds United AFC a préstamo por seis meses con opción para adquirir la ficha. Habibou hizo su debut en la derrota por 1-0 del Leeds United AFC contra Cardiff City el 2 de febrero. El 3 de mayo, el Leeds anunció que no harían uso de la opción por la compra de su pase.

## Selección nacional
Fue convocado para jugar en la selección de fútbol de la República Centroafricana en 2013 en un partido contra la selección de fútbol de Burkina Faso por la clasificación de la Copa Africana de Naciones, el 14 de octubre de 2012.

## Clubes
| Club                        | País       | Año       |
| --------------------------- | ---------- | --------- |
| R. S. C. Charleroi          | Bélgica    | 2006-2010 |
| AFC Tubize (cedido)         | Bélgica    | 2007      |
| Steaua de Bucarest (cedido) | Rumania    | 2008      |
| SV Zulte Waregem            | Bélgica    | 2010-2013 |
| Leeds United F. C. (cedido) | Inglaterra | 2013      |
| K. A. A. Gante              | Bélgica    | 2014      |
| Stade Rennais F. C.         | Francia    | 2014-2017 |
| Gaziantepspor (cedido)      | Turquía    | 2016      |
| R. C. Lens                  | Francia    | 2017      |
| Qatar S. C.                 | Catar      | 2017-2018 |
| Maccabi Petah-Tikvah        | Israel     | 2018-2019 |
| K. S. C. Lokeren            | Bélgica    | 2019-2020 |
| CSM Politehnica Iași        | Rumania    | 2020      |